# Paco Redondo
Francisco Redondo Macías (Barcelona, España, 11 de abril de 1982) es un entrenador español de baloncesto que actualmente es entrenador ayudante del Real Madrid.

## Biografía
Redondo se inició en 1999 como entrenador de base del Maristas Ademar de Badalona y llegó al Joventut en la temporada 2003-2004 como entrenador ayudante del Mini 'A' de la Penya. Pasó por Mini, Infantil, Cadete y finalmente se hizo cargo del Junior 'A' en 2012.
Desde 2008 a 2013 sumó 2 Campeonatos de Cataluña, 3 Campeonatos de España, 1 Minicopa del Rey, 1 Torneo NIJT de L'Hospitalet y su explosión llegó en la Final Four de 2013 en Londres al ganar en la Final del NIJ Tournament de la Euroliga al Barcelona.
Su primera labor en el Real Madrid fue con el equipo júnior y el filial de la liga EBA. Es el único entrenador que ha ganado cuatro veces el Torneo Internacional júnior de L' Hospitalet: 2013 con el Joventut y 2014, 2015 y 2016 con el Real Madrid. También ha ganado con el Real Madrid el Campeonato de España Junior 2014 y 2015.
En verano de 2013 se colgó la medalla de bronce como ayudante de Sito Alonso en la selección española U20 en el Europeo de Estonia y en 2014 lograba la medalla de plata. 
En 2015, se convierte en ayudante de Pablo Laso en el primer equipo del Real Madrid. Actualmente sigue de asistente en el primer equipo del Real Madrid, junto a Chus Mateo.

## Trayectoria
- 2012-13. FIATC Joventut. Junior.
- 2013-15. Real Madrid. Junior y EBA.
- 2015-Actualidad: Ayudante en Real Madrid de Pablo Laso.

## Palmarés
- 2012-13. FIATC Joventut. Torneo de L'Hospitalet. Campeón
- 2012-13. FIATC Joventut. Nike International Junior Tournament. Campeón
- 2012-13. FIATC Joventut. Campeonato de España Junior. Campeón
- 2013. España. Europeo Sub-20, en Tallin (Estonia). Bronce
- 2013-14. Real Madrid. Torneo de L'Hospitalet. Campeón
- 2013-14. Real Madrid. Nike International Junior Tournament. Subcampeón
- 2013-14. Real Madrid. Campeonato de España Junior. Campeón
- 2014. España. Europeo Sub-20, en Creta (Grecia). Plata
- 2014-15. Real Madrid. Torneo de L'Hospitalet. Campeón
- 2014-15. Real Madrid. Adidas Next Generation Tournament. Campeón
- 2014-15. Real Madrid. Campeonato de España Junior. Campeón
- 2015. España. Europeo Sub-20, en Lignano Sabbiadoro (Italia). Plata
- 2015-16. Real Madrid. Copa Intercontinental. Campeón
- 2015-16. Real Madrid. Copa del Rey. Campeón
- 2015-16. Real Madrid. Liga Endesa. Campeón
- 2016-17. Real Madrid. Copa del Rey. Campeón
- 2016-17. Real Madrid. Liga Endesa. Subcampeón
- 2017-18. Real Madrid. Copa del Rey. Subcampeón
- 2017-18. Real Madrid. Euroliga. Campeón
- 2017-18. Real Madrid. Liga Endesa. Campeón
- 2018-19. Real Madrid. Supercopa Endesa. Campeón

## Internacionalidad
- 2013. España. Europeo Sub-20, en Tallin (Estonia). Entrenador ayudante de Sito Alonso.
- 2014. España. Europeo Sub-20, en Creta (Grecia). Entrenador ayudante de Jaume Ponsarnau.
- 2015. España. Europeo Sub-20, en Lignano Sabbiadoro (Italia).